# Andrej Giňa
Andrej Giňa (1. leden 1936 Šarišské Sokolovce (dříve Tolčemeš) – 30. září 2015) byl romský spisovatel, platící za nestora romské literatury.

## Život a dílo
Narodil se v roce 1936 v romské osadě Tolčemeš u Prešova, ve svých deseti letech přišel s rodinou do Čech, kde se po krátkém pobytu v Praze usadili v Rokycanech. Jeho otec byl kovář a také muzikant (tzv. primáš), jenž neuměl čísti ani psáti. Andrej již školu navštěvoval, a to i v období Slovenského štátu. Vyučil se tavičem, posléze studoval ještě i večerně na pedagogické škole. Poprvé sestavil souhrn svých textů v 60. letech, západočeské vydavatelství v Plzni jej ale odmítlo publikovat. Po roce 1989 se stal členem Romské občanské iniciativy.
Ve svojí prozaické tvorbě se zaměřoval na zprostředkování romských ústních lidových tradic.